# Kia Carnival
Der Kia Carnival ist ein Großraum-Van des südkoreanischen Automobilherstellers Kia Motors, der abweichend in Großbritannien und Nordamerika als Kia Sedona produziert wurde bzw. produziert wird.

## Produktionszeitraum
Der Kia Carnival kam Anfang 1998 auf den koreanischen Markt, ein Jahr später war er auch in Ozeanien und Europa erhältlich.
Produziert wurde der Carnival hauptsächlich in Sohari (Südkorea). Ausnahmen bilden der chinesische Markt, für den seit 2004 bei Dongfeng Yueda Kia Motors in Yancheng produziert wird und Russland, das in einem Joint-Venture mit Avtotor aus Kaliningrad beliefert wird. Seit dem 1. August 2003 wird der Carnival auch als Naza Ria in Malaysia gefertigt. Die Naza-Gruppe verkauft und montiert das Fahrzeug, der Anteil importierter und selbstgefertigter Bauteile wird jeweils nicht erwähnt.
Im Frühjahr 2010 wurde der Carnival in Deutschland aus dem Programm genommen. In vielen anderen Märkten, wie der Schweiz und Österreich, war er aber noch bis zu seiner Einstellung im Herbst 2011 erhältlich. In Deutschland zählte er zu den größten erhältlichen Vans. Er verfügte über sieben Sitze und wurde an beiden Seiten mit jeweils einer gewöhnlichen, vorn befestigten Anschlagtür (Front) und einer Schiebetür (Fahrzeugmitte) sowie einer großen Heckklappe ausgerüstet.
In Nordamerika wurde er bis zur Einführung der vierten Generation im Jahr 2021 als Kia Sedona angeboten.

## Modelle

### Carnival/Sedona (UP/GQ, 1998–2005)
| Euro NCAP-Crashtest | 2 Sterne im US NCAP-Crashtest   |
| US NCAP-Crashtest   | 5 Sterne im Euro NCAP-Crashtest |

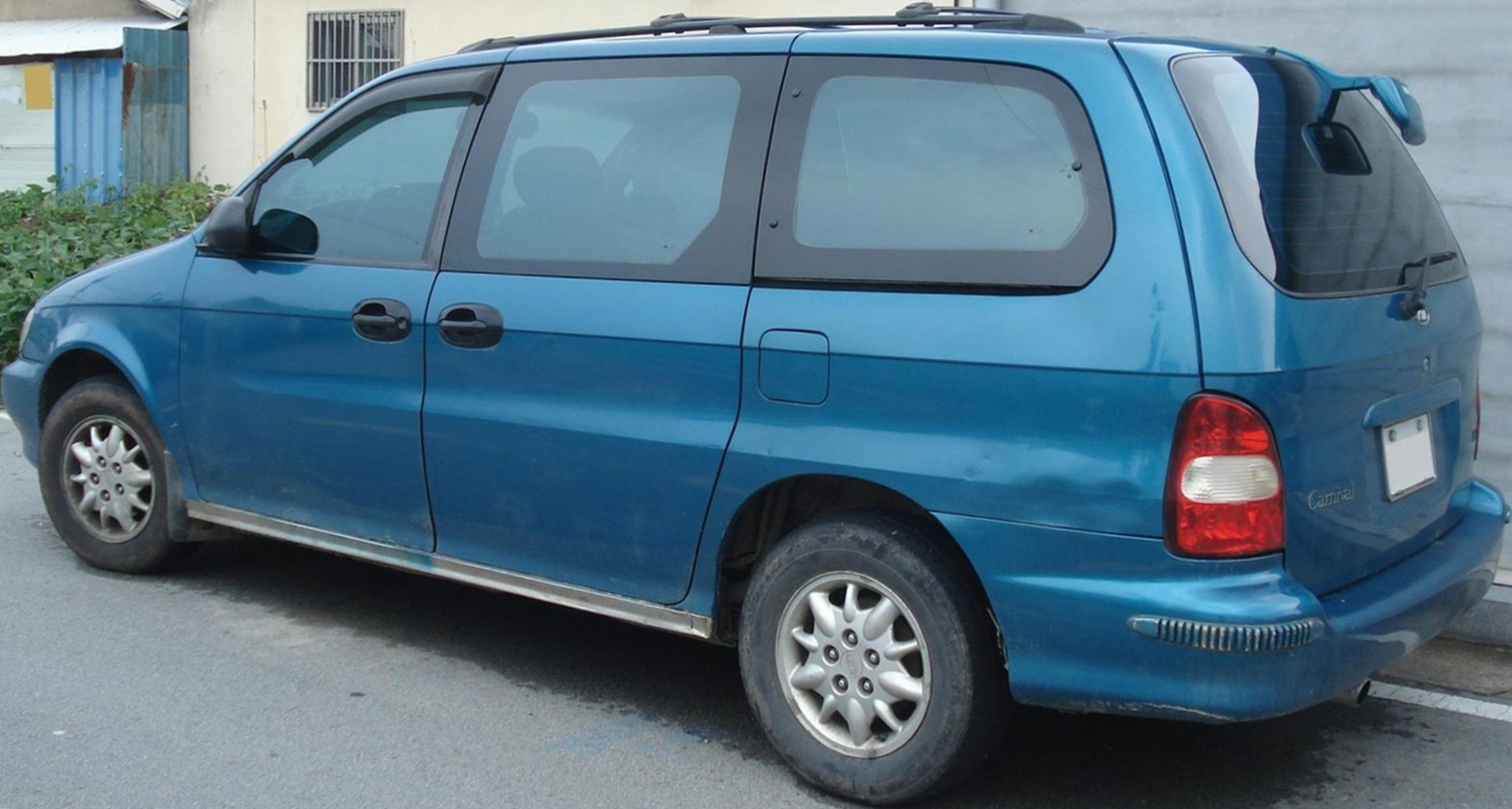
Heckansicht

Die erste Generation des Kia Carnival kam im Januar 1998 auf den koreanischen Markt, ein Jahr später erfolgte der europäische und australische Markteintritt. In die USA wurde erst die Modellpflege exportiert.
Während das Fahrzeug preislich vergleichsweise günstig war, erlangte es wegen seiner Pannenanfälligkeit, den Verarbeitungsmängeln und den Sicherheitsdefiziten einen negativen Ruf. Ein Faktor hierfür war die Schuldenlast zur Entwicklungszeit des Carnival, die zu großen Sparanstrengungen bei der Herstellung des Fahrzeugs führte und dabei die Zuverlässigkeit beeinflusste. Kurz nach der Carnivalpremiere wurde Kia von Hyundai übernommen. Daher hat er keine Gemeinsamkeiten mit deren Minivan Trajet. Beide wurden gleichzeitig von den noch unverbundenen Herstellern entwickelt.

#### Ausstattung
Damals bei der Konkurrenz bereits erhältliche Ausstattungen wie elektrisch schließende Schiebetüren waren nicht erhältlich. Ein Farbnavigationssystem war nur in Korea verfügbar, in der gehobenen LS-Ausstattung aber in Europa eine Klimaanlage und ein elektrisch verstellbarer Fahrersitz enthalten. Außergewöhnlich war der Gang zwischen den Sitzen der ersten und zweiten Reihe, wobei die Sitze der zweiten um 180° drehbar sind und so mit der dritten Reihe eine Anordnung wie in einem Zugabteil bilden. Die Sitze der hintersten Reihe sind zudem längs verschiebbar, zu einer Ebene umklappbar und ab der Modellpflege zusätzlich ausbaubar, wie die der zweiten Reihe. Die Größe des Fahrzeugs wird dem ADAC zufolge in allen drei Sitzreihen in ein großzügiges Raumangebot übersetzt.

#### Sicherheit
In der Sicherheitsausstattung der ersten Generation waren nur ein Antiblockiersystem und zwei Airbags enthalten. Im frontalen Crashtest zeigen sich gute Werte bei ganz das Fahrzeug abdeckenden Unfallgegnern (US-NCAP). Bei allen anderen Situationen kommt es durch die geringe Karosseriesteifigkeit zu einer deutlichen Verkleinerung des Innenraumes (Euro-NCAP). Dies ähnelt den beiden vergleichbar großen Modellen im Euro-NCAP, dem Chrysler Voyager und etwas weniger deutlich dem VW Sharan I. Kritisiert wurde beim Carnival die nachlassende Bremswirkung bei warmen Bremsen („Fading“). Dies betrifft in erster Linie Fahrten in bergigem Gelände. Bei normaler Beanspruchung ist der Bremsweg im ADAC-Test durchschnittlich, die Spurhaltung bei Vollbremsungen gut. Das Fahrwerk filtere kurze Unebenheiten kaum, längere passabel, schaukele bei Bodenwellen aber nach. Das untersteuernde Fahrverhalten komme ungeübten Fahrern entgegen, der Steuerung fehle aber Präzision.

#### Zuverlässigkeit
Laut TÜV-Report 2008 ist der Kia Carnival bis Baujahr 2005 der jeweils schlechteste Wagen in allen drei Alters-Kategorien. Bereits nach der ersten Hauptuntersuchung musste jedes fünfte Fahrzeug in die Werkstatt, um eine Plakette zu bekommen. Das ist eine dreimal häufigere Beanstandung als bei anderen Fahrzeugen des jeweiligen Baujahrs. Zu einem ähnlichen Ergebnis kommt der J.D. Power-Report in den USA. Er befragt Fahrer nach drei Jahren zu ihren Erfahrungen, die sich neben der vom TÜV geprüften Fahrsicherheit auch bei der Fahrzeug-Elektronik, Antriebs- und Innenraumhaltbarkeit am unteren Bewertungsende einordnen.
Problematisch sind hauptsächlich die Folgen der mangelnden Rostvorsorge etwa am Kühlwasserkreislauf, die schnell bekannt war und den Austausch der Leitungen (VA oder Kunststoff) ermöglichte. Durch langsames Auslaufen des Kühlwassers überhitzen die Motoren und nehmen etwa Schaden an der Zylinderkopfdichtung. Auch die Bremsleitungen werden vom TÜV häufig als verrostet bemängelt, mitunter auch die Kraftstoffleitungen beim in Deutschland fast ausschließlich verkauften Diesel, der weitere Probleme aufweist. Die Bremsanlage mit Trommelbremsen hinten erfordert daher regelmäßige Kontrolle ihrer Verschleißteile um eine ausreichende Bremsleistung zur Verfügung zu stellen. Der TÜV bemängelt daher bei jedem dritten Carnival die einseitige Handbremswirkung, welche ihre Ursache hauptsächlich im Rostbefall der Bremsseile bzw. des „Hand-“bremsausgleiches hatte. Erst das Nachfolgemodell ab 2006 wies endlich zeitgemäße Scheibenbremsen an der Hinterachse auf, die dafür höheren Verschleiß hatten.
Die Leitungen der Klimaanlage, welche aus Aluminium sind, sind mit Metallschellen fixiert (ohne Zwischenlagen), was nach ca. 5 Jahren die Durchrostung selbiger nach sich zieht.

#### Motoren
Die europäische Basisversion besaß ein Fünfgang-Schaltgetriebe, konnte aber gegen Aufpreis auch mit einem Viergang-Automatikgetriebe ausgestattet werden, welches (ungewöhnlich) eine Ölstandskontrolle durch den Nutzer ermöglicht. Vor der Modellpflege gab es einen 2,5-Liter-V6-Ottomotor mit 121 kW (165 PS) und einen 2,9-Liter-R4-Dieselmotor mit 93 kW (126 PS). Der Ottomotor wurde von Rover als Ablöse seiner Honda-V6- und Buick-V8-Lizenzmotoren in den 1980er Jahren geplant und von 1994 bis 1997 zusammen mit Kia umgesetzt. Letztere fertigten ihn ab Frühjahr 1997 in einem eigens errichteten Werk in der koreanischen Assan-Bucht. Obwohl beide Marken einen großen Einsatzbereich planten, wurde er in beiden Modellpaletten in nur jeweils einem Fahrzeug eingesetzt. Dies waren der Rover 825 und der Kia Carnival. Kia-intern wurde der Motor „K5“ genannt, bei Rover „KV6“. Rover entwickelte den Motor später für den Rover 75 weiter, Kia verwendete ab der Übernahme durch Hyundai in neuen Fahrzeugen fortan deren V6-Motoren.
Der Dieselmotor „J3“ ist hingegen eine reine Kia-Entwicklung. Er läuft ausreichend kultiviert und zeichnet sich durch gleichmäßigen und ausreichenden Durchzug für das Fahrzeug-/ Zuggewicht bei vertretbarem Durst und geringem Ölverbrauch aus.
| Motoren (1998–2001) | Motoren (1998–2001) | Motoren (1998–2001) | Motoren (1998–2001) | Motoren (1998–2001)          | Motoren (1998–2001) |
| Motor               | Motorcode           | Hubraum             | Bauart              | Leistung                     | Drehmoment          |
| ------------------- | ------------------- | ------------------- | ------------------- | ---------------------------- | ------------------- |
| V6                  | K5                  | 2497 cm³            | V6 24V              | 121 kW (165 PS) bei 6500/min | 222 Nm bei 4100/min |
| TD                  | J3 TCI              | 2902 cm³            | R4 16V              | 93 kW (126 PS) bei 3600/min  | 338 Nm bei 1950/min |

#### Modellpflege

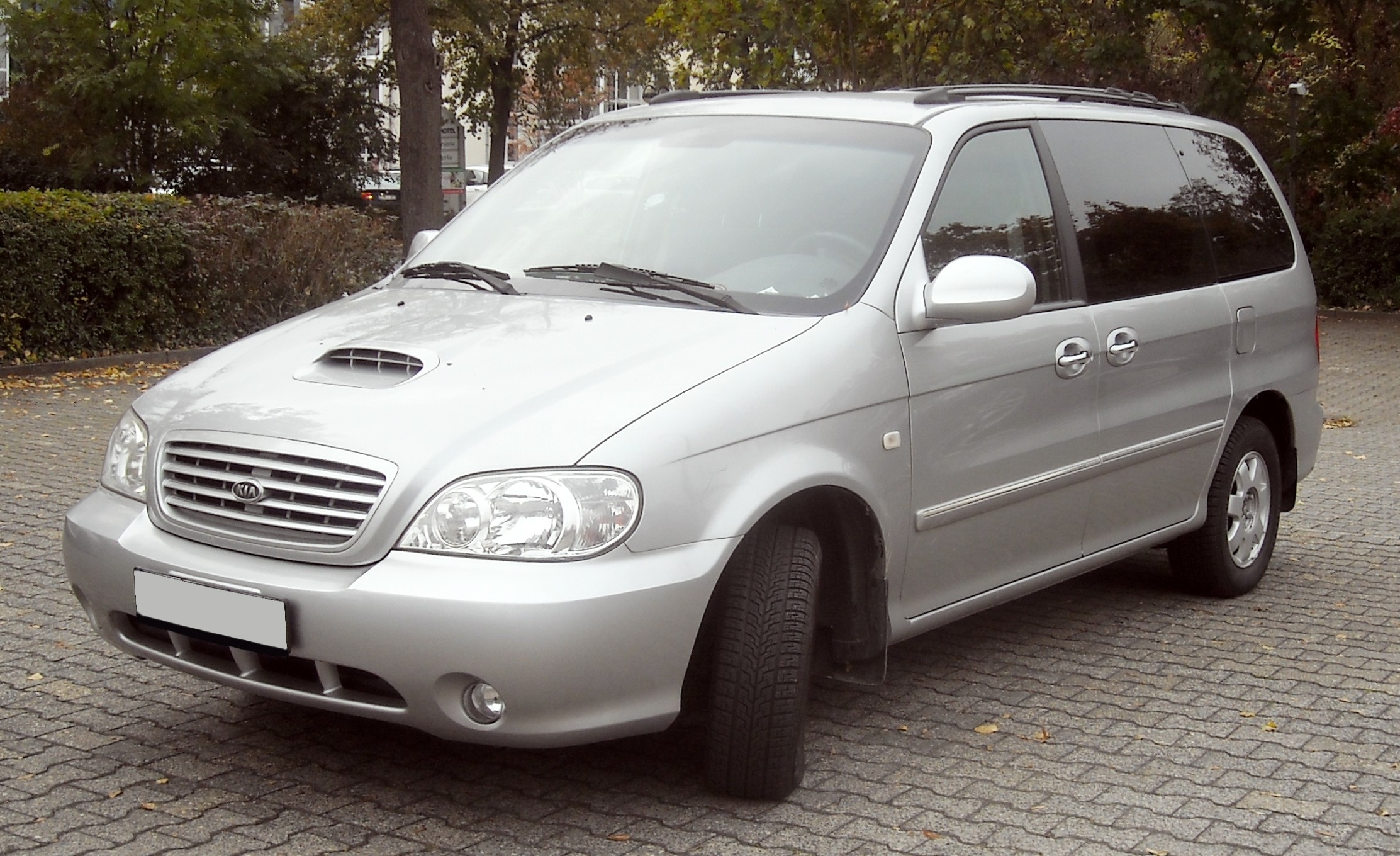
Kia Carnival (2001–2005)

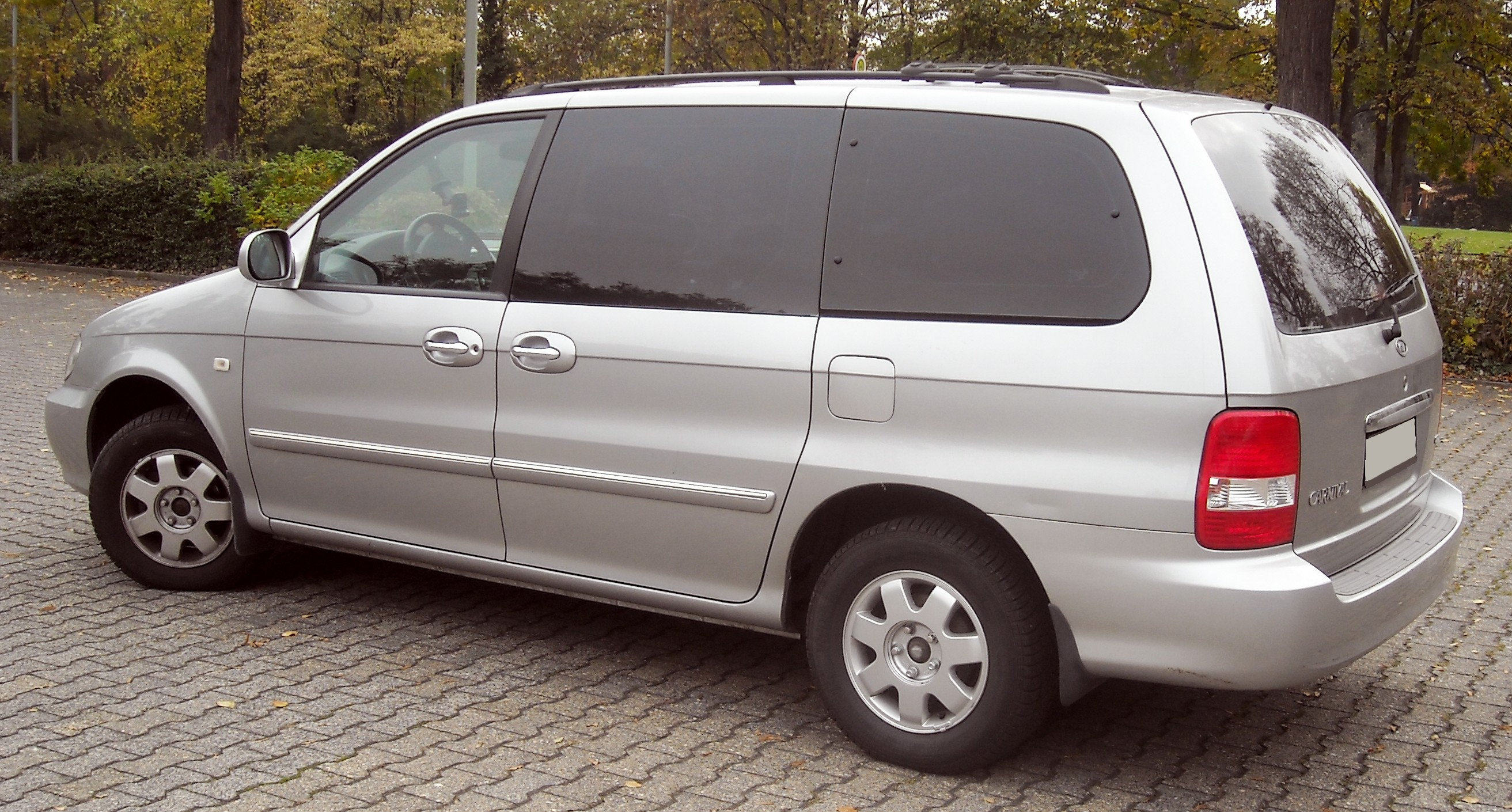
Heckansicht

Im Februar 2001 gab es eine Modellpflege, die als Carnival II (Modellkürzel GQ) ab Anfang 2002 auch in Europa verkauft wurde. An der Sicherheitsausstattung änderte sich nichts. Serienmäßig wurde hingegen die Klimaanlage, die in der gehobenen EX-Version gegen eine Zwei-Zonen-Klimaautomatik getauscht wurde. Diese Version enthielt zudem erstmals Parksensoren am Heck und hatte in der EX-Version eine Alarmanlage., Regensensor und Lichtsensor gehörten ab EX dazu, ebenso wie die el. betätigten und beheizbaren Großflächen-Rückspiegel. Nebelscheinwerfer und größere Rückleuchten waren neben den H7-Scheinwerfern (vorher kleiner mit H4) die auffälligsten äußeren Merkmale der Mödellpflege. Der Ablagebereich der Scheibenwischer auf der Frontscheibe war serienmäßig mit Abschaltautomatik beheizbar. Die Sitze der zweiten und dritten Reihe wurden ausbaubar. Hinzu kamen auch ein wegklappbarer Vespertisch zwischen Fahrer- und Beifahrersitz (jeweils an der Innenseite mit Armlehnen), sowie zwei weitere Tischchen an deren Rückenlehnen. Die zwei Sitze der zweiten Reihe wurden mit Armlehnen für komfortables Sitzen ausgestattet und nach Umlegen der Lehne erhielt man einen Vespertisch. Alle äußeren Sitzplätze hatten Leseleuchten und die hinteren Sitzreihen wurden mit Lüftungsdüsen „wie im Flugzeug“ ausgestattet. Die Zahl der Cupholder stieg auf 15. Lederlenkrad und Lederschaltknauf gehörten immer dazu. Das Sondermodell Skyline enthielt des Weiteren Alcantara-Sitze und Leder-Armaturen das Modell Executive Teilleder und eine Multimedia-Ausstattung mit DVD-Player, Deckenmonitor, zwei Infrarot-Kopfhörern und Navigationssystem.
Um die Euro 3-Abgasnorm zu erfüllen, wurde die Leistung des Ottomotors auf 110 kW (150 PS) gesenkt. Der Turbodiesel wurde durch Common-Rail-Einspritzung kultivierter und auf 106 kW (144 PS) leistungsgesteigert, der Normverbrauch liegt bei 8,2 und 8,8 l/100 km.
| Motoren (2001–2005) | Motoren (2001–2005) | Motoren (2001–2005) | Motoren (2001–2005) | Motoren (2001–2005)          | Motoren (2001–2005) | Motoren (2001–2005)                                         |
| Motor               | Motorcode           | Hubraum             | Bauart              | Leistung                     | Drehmoment          | Anmerkungen                                                 |
| ------------------- | ------------------- | ------------------- | ------------------- | ---------------------------- | ------------------- | ----------------------------------------------------------- |
| V6                  | K5                  | 2497 cm³            | V6 24V              | 110 kW (150 PS) bei 5600/min | 224 Nm bei 4000/min | Euro 3                                                      |
| V6                  | G6AU                | 3497 cm³            | V6 24V              | 146 kW (198 PS) bei 5500/min | 294 Nm bei 3500/min | Nur in Australien und den USA Teilweise ähnlich 6G74 (vgl.) |
| CRDi                | J3 CR               | 2902 cm³            | R4 16V              | 106 kW (144 PS) bei 3800/min | 310 Nm bei 2000/min | Euro 3                                                      |

### Carnival/Sedona (VQ, 2005–2014)
| EU NCAP-Crashtest | 4 Sterne im Euro-NCAP-Crashtest |
| US NCAP-Crashtest | 5 Sterne im US-NCAP-Crashtest   |

#### Ausstattung
Die zweite Generation wurde in Südkorea im Herbst 2005 vorgestellt. Im Sommer 2006 kam das Fahrzeug als Carnival III auf den deutschen Markt, denn als Carnival II wird bereits die umfangreiche Modellpflege der ersten Generation bezeichnet und wiederum als Sedona in Nordamerika.
Der Carnival III ist weitgehend identisch mit dem nur in Nordamerika angebotenen Hyundai Entourage. Dieser entspricht der Langversion Grand Carnival mit etwa 5,10 m Länge, während es in Europa nur die Kurzversion mit 4,81 m gab. Innenraum und Fahrverhalten unterscheiden sich Kia zufolge nicht, die längere Variante dient nur der steuergünstigen Einstufung als Kleinbus.
In der gehobenen EX-Ausstattung wurden die elektrisch einstellbaren Außenspiegel elektrisch anklappbar, wobei sie wie in der ersten Generation durch ihre Größe guten Überblick bieten und beheizbar sind. Gleich blieb laut ADAC auch die durch Fensterpfosten nur ausreichende Rundumsicht. Die hinteren Kopfstützen sind jedoch versenkbar geworden. Das dortige Geschehen zeigt nun ein ausklappbarer Panorama-Spiegel den Insassen der ersten Reihe. Zwischen deren Sitzen ist wieder ein wegklappbarer Vespertisch angebracht. Die dritte Sitzreihe kann zur Vergrößerung des Kofferraumes nach vorn verschoben werden, wie die zweite Reihe umgeklappt oder zusammen mit dieser ausgebaut werden. Diese Prozedur ist jedoch hakelig und aufgrund des Sitzgewichts wie in der ersten Generation etwas unpraktikabel. Seitentüren und Heckklappe sind gegen Aufpreis nun elektrisch betrieben und fernbedienbar. Die Fahrzeuggröße wird in allen Reihen wieder in großzügige Bewegungsfreiheit umgesetzt, wobei sie in der ersten Reihe etwas reduziert wurde und in der hintersten Reihe nach wie vor nur 1,85 m große Personen genügend Kopffreiheit finden. In der höheren der beiden Ausstattungen (EX) sind ein mercedes-ähnlich elektrisch-verstellbarer Fahrer- und Beifahrersitz, Park-, Regen- und Lichtsensoren und eine Drei-Zonen-Klimaautomatik enthalten, die wieder getrennt für vorn und hinten regelbar ist, letzteres auch von der zweiten Reihe aus. Die Träger für Dachboxen können nun bis 75 kg belastet werden.

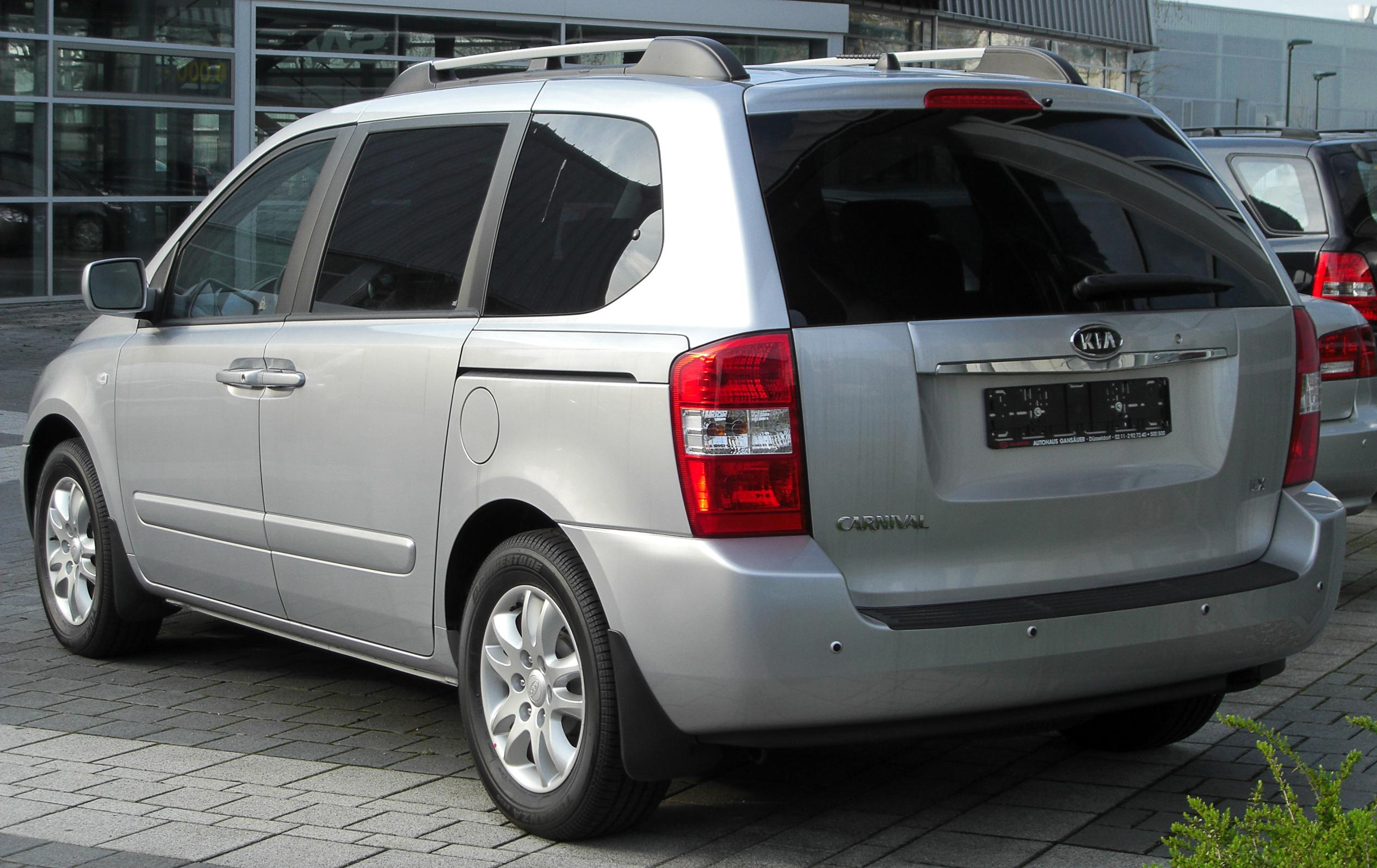
Heckansicht
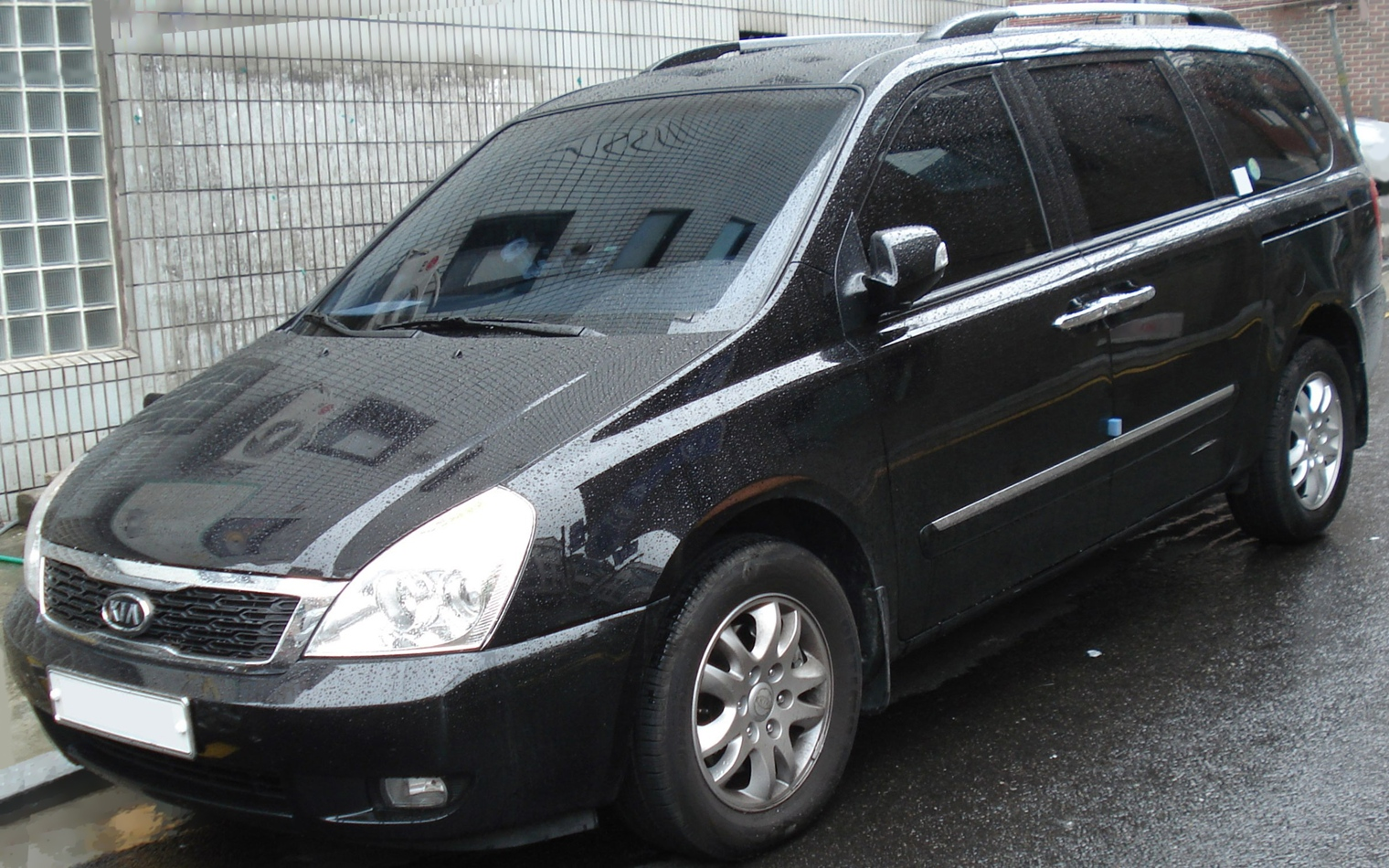
Kia Grand Carnival (2005–2010)
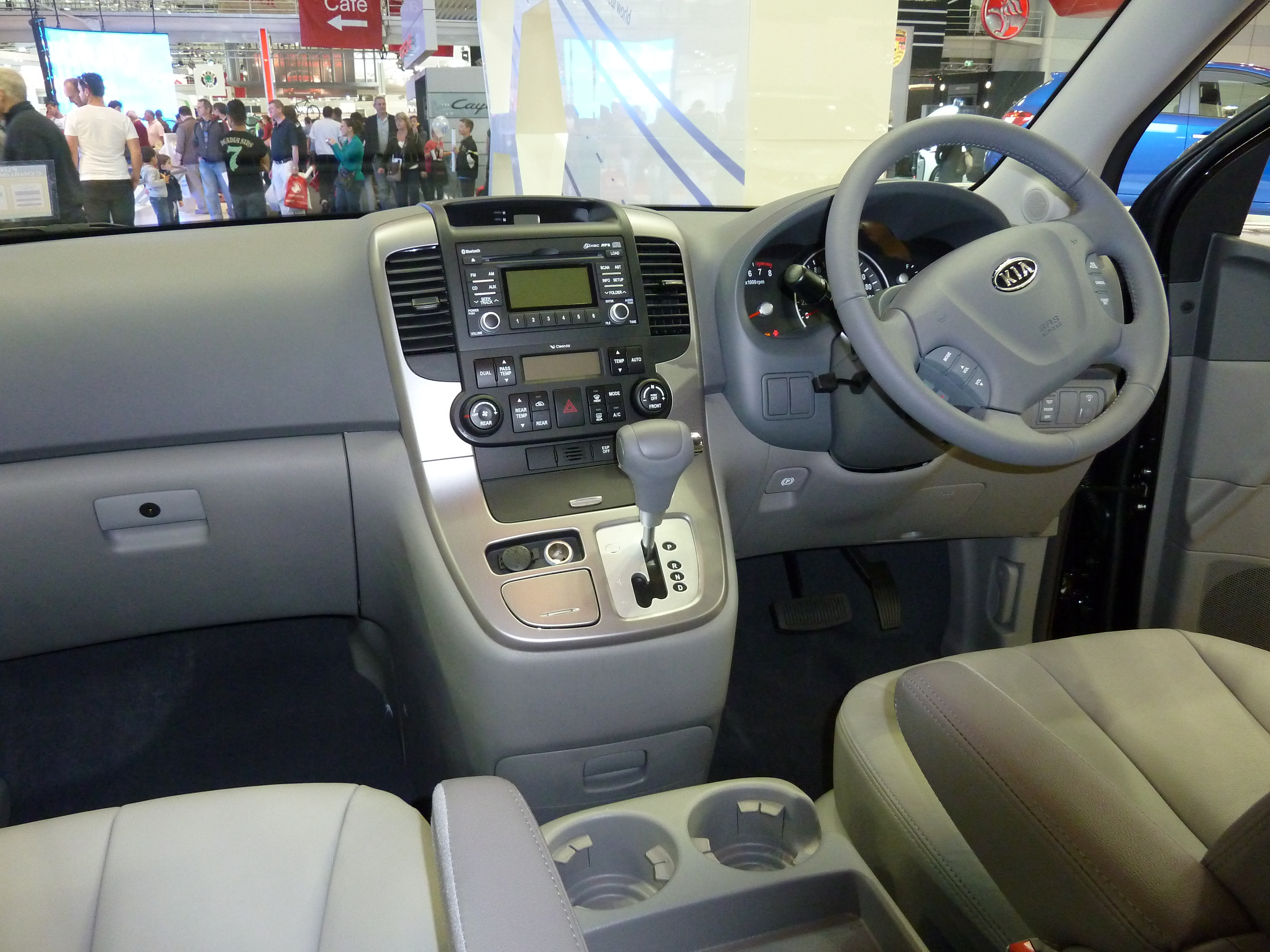
Innenraum des Grand Carnival

#### Modellpflege

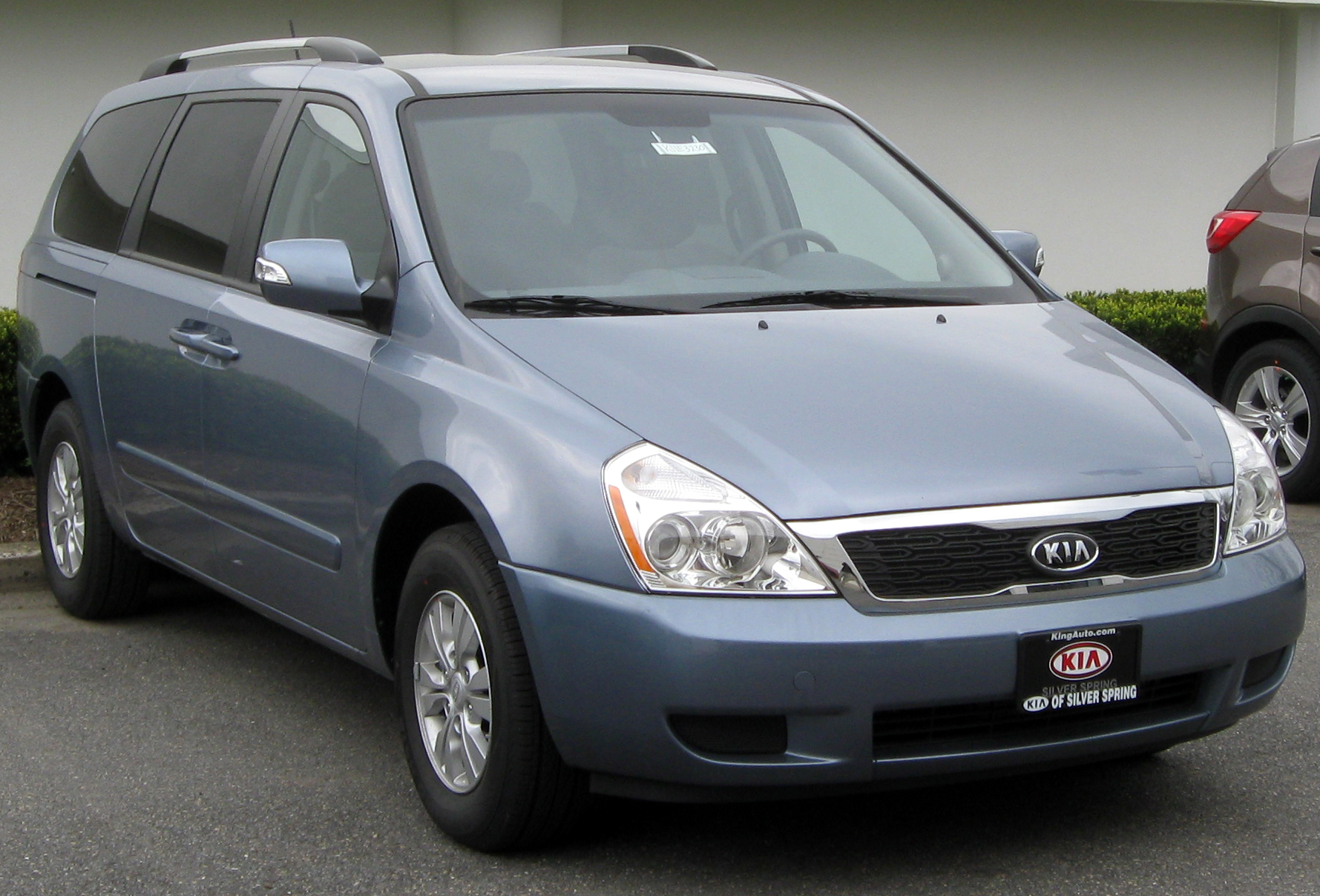
Kia Carnival (2010–2011)

Im Frühjahr 2010 wurde das Fahrzeug überarbeitet, aber auch von manchen europäischen Märkten wie Deutschland genommen.
Mit der letztmaligen Überarbeitung erhielt die Front den neuen Marken-Kühlergrill. In den Seitenspiegeln wurden Blinker integriert und gegen Aufpreis war eine Rückfahrkamera erhältlich. Der Wendekreis verkürzte sich nochmals um einen auf 11 Meter. Bei der Anbringung von Schneeketten muss daher eine mit „VRS“ beschriftete Taste gedrückt werden, um den Lenkradeinschlag zu reduzieren. Innen kann nun zwischen grauem und beigem Interieur in Stoff oder Teilleder oder graue Vollederausstattung auf allen Plätzen gewählt werden.
Antriebsseitig wurde der 3,8–l-V6 für den US-Markt durch einen neueren 3,5–l-V6 ersetzt, der auch in Europa erhältliche 2,7–l-V6 wurde nur noch in Korea (als Flüssiggasvariante) angeboten und der 2,9 Liter große Dieselmotor wurde durch einen 2,2 Liter einer neuen Baureihe ersetzt. Der neue Dieselmotor wird unter anderem auch im Kia Sorento verbaut. Sein Drehmoment beträgt 421 Nm (Schaltgetriebe) bzw. 436 Nm (Automatik) und der Normverbrauch konnte im Vergleich zum Vorgänger deutlich gesenkt  werden. Schalt- und Automatikgetriebe verfügen nun über sechs Gänge.
Im Herbst 2011 wurde das Modell in Europa nach Firmenangaben ohne Nachfolger eingestellt. Der Grund sei der Trend zu kleineren Fahrzeugen.

#### Kia Sedona (Nordamerika)
Im Gegensatz zu Europa wird das Schwestermodell des Carnival, der Sedona, in Nordamerika weiterhin mit dem 3,5-l-V6-Ottomotor angeboten.
Im Mai 2013 wurde dem Sedona ein Facelift zuteil, bei dem er das aktuelle Kia-Design erhielt.

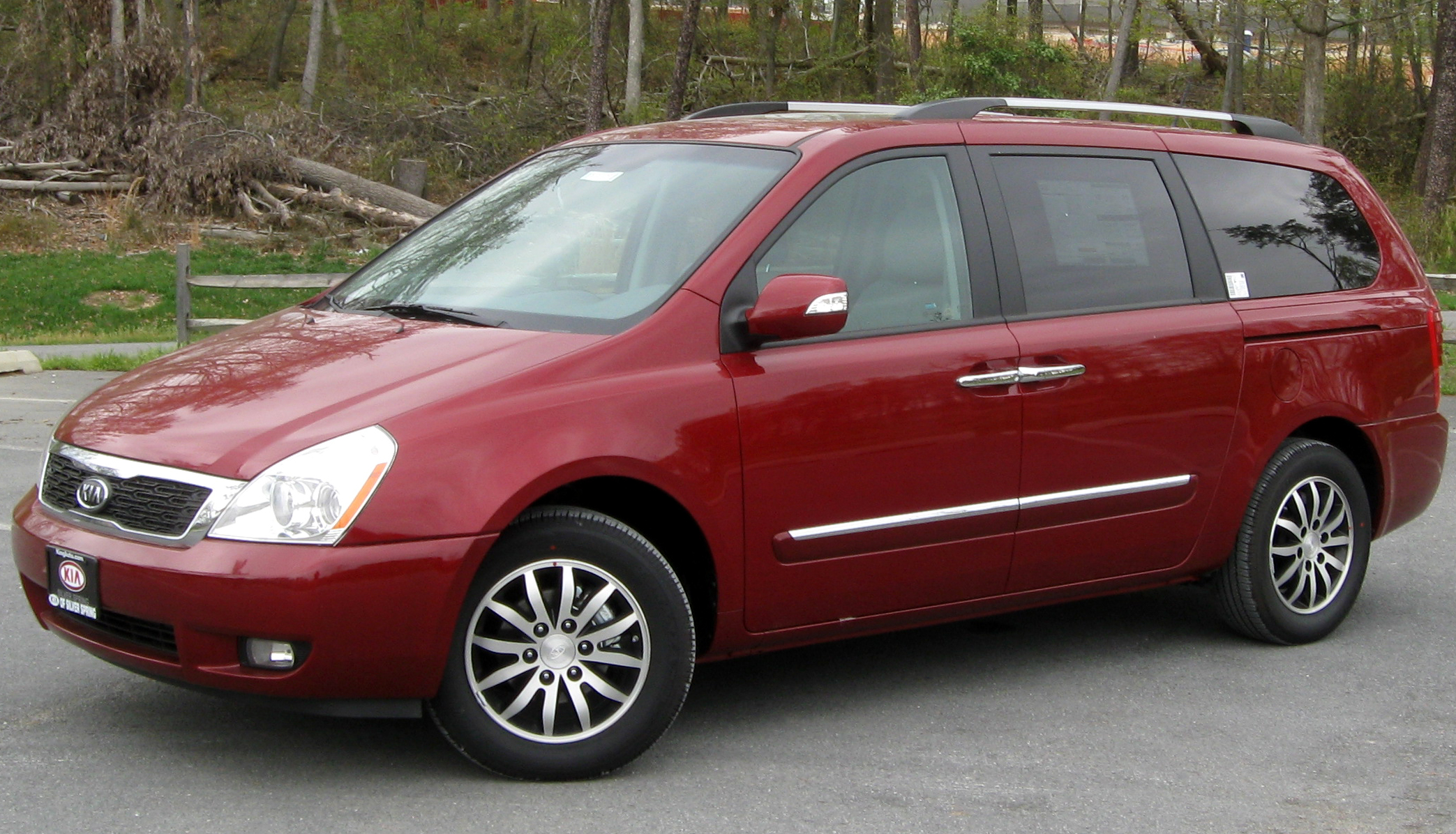
Kia Sedona EX (2011–2013)
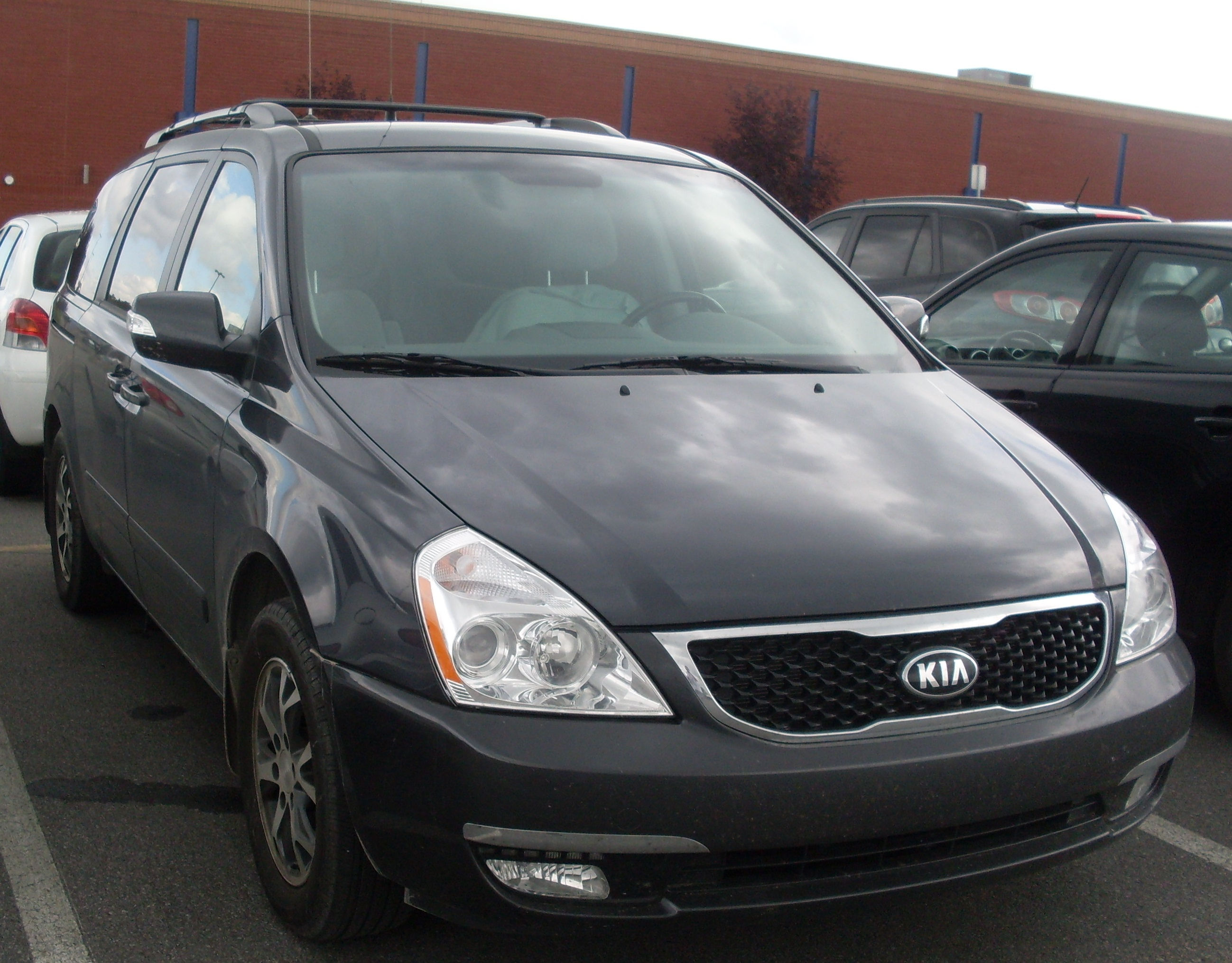
Kia Sedona (2013–2014)

#### Sicherheit
Im Bereich der Sicherheitsausstattung wird der Carnival nun serienmäßig mit ESP, aktiven Kopfstützen vorn, sowie Front-, Seiten- und Kopfairbags ausgestattet, letztere für alle drei Reihen.
In den beiden amerikanischen Crashtests US-NCAP und IIHS erreichte das Modell als erster Minivan jeweils die Maximalwertung. Im Euro-NCAP erhielt der Carnival die volle Punktzahl für den Seiten- und Pfahltest, zeigte aber Schwächen im Fußgängerschutz (1 Stern) und der Frontwertung durch mittlere Belastungen von Oberschenkel und Oberkörper. Die Sicherheit der Kinderrückhaltesysteme wurde mit drei Sternen bewertet. Im Gegensatz zur ersten Generation sind die hinteren Reihen nun mit Isofix-Halterungen und zusätzlichen Ankerhaken ausgerüstet, wobei der ADAC den Gurtverlauf als ideal für Kindersitze beschreibt, mit Ausnahme des mittleren Sitzes der zweiten Reihe.
Fahrwerksseitig unterbindet das ESP ein Schleudern bei Ausweichmanövern, den ADAC-„Elchtest“ durchfährt der Carnival „erstaunlich gut“. Hierzu tragen die steifere Karosserie, die breitere Spur und der Einbau einer Mehrlenkerkonstruktion an der Hinterachse bei. Der Wendekreis wurde um einen reichlichen Meter auf 12 m reduziert, die Lenkung blieb „ausreichend präzise“. Die Rad-Reifenkombinationen wurden vergrößert (16’’- bzw. 17’’-Felgen), die Bremsleistungen liegen auf dem Niveau vergleichbarer Fahrzeuge. Wie beim Vorgänger wird die nachlassende Bremswirkung, trotz nun verbauter Scheibenbremsen an der Hinterachse, bei starker Beanspruchung („Fading“) kritisiert. Dies verlängerte den Bremsweg im ADAC-Test auf 55 m nach vier Vollbremsungen aus 100 km/h.

#### Motoren
Der 2,9-Liter-Common-Rail-Dieselmotor blieb zunächst ohne Rußpartikelfilter, konnte später aber mit einem offenen System geordert werden. In beiden Fällen erfüllt er wie der V6-Ottomotor Euro 4 und leistet bei 5 Dezibel weniger Innenraumgeräusch nun 136 kW (185 PS). Der Normverbrauch liegt bei 7,9 und 8,7 l/100 km.
Der Carnival der zweiten Generation besaß weiterhin ein manuelles Fünfganggetriebe und konnte gegen Aufpreis mit einem Automatikgetriebe ausgestattet werden. Das Automatikgetriebe des Ottomotors hatte vier Gänge, das Automatikgetriebe des Dieselmotors fünf, beide wurden mit der Modellpflege gegen Sechsgang-Getriebe getauscht, ebenso die Motoren gegen neuere Versionen.
| Ottomotoren   | Ottomotoren | Ottomotoren | Ottomotoren | Ottomotoren                  | Ottomotoren                           | Ottomotoren | Ottomotoren                                |
| Modell        | Motorcode   | Hubraum     | Bauart      | Leistung                     | Drehmoment                            | Bauzeitraum | Anmerkungen                                |
| ------------- | ----------- | ----------- | ----------- | ---------------------------- | ------------------------------------- | ----------- | ------------------------------------------ |
| 2.7 V6        | L6EA        | 2656 cm³    | V6 24V      | 119 kW (161 PS) bei 5400/min | 245 Nm bei 4000/min                   | 2007–2011   | Südkorea                                   |
| 2.7 V6        | G6EA        | 2656 cm³    | V6 24V      | 139 kW (189 PS) bei 6000/min | 246 Nm bei 4000/min                   | 2005–2009   | Europa, Südkorea und Australien (bis 2011) |
| 3.5 V6        | G6DC-AC     | 3470 cm³    | V6 24V      | 204 kW (277 PS) bei 6300/min | 335 Nm bei 5000/min                   | 2010–2014   | USA und Australien                         |
| 3.8 V6        | G6DA-AT     | 3778 cm³    | V6 24V      | 184 kW (250 PS) bei 6000/min | 344 Nm bei 3500/min                   | 2005–2009   | USA und Australien                         |
| Dieselmotoren |             |             |             |                              |                                       |             |                                            |
| 2.2 CRDi      | D4HB        | 2199 cm³    | R4 16V      | 110 kW (150 PS) bei 3800/min | 412 Nm bei 1800–3500/min              | 2011        | Europa geschlossener DPF                   |
| 2.2 CRDi      | D4HB        | 2199 cm³    | R4 16V      | 145 kW (197 PS) bei 3800/min | 421 Nm [436 Nm] (A) bei 1800–3500/min | 2010–2011   | Europa und Australien geschlossener DPF    |
| 2.9 CRDi      | J3 CR       | 2902 cm³    | R4 16V      | 136 kW (185 PS) bei 3800/min | 343 Nm bei 1750/min                   | 2005–2009   | Europa teilweise mit offenem DPF           |

### Carnival/Sedona (2014–2021, außerhalb von Europa)
Die dritte Generation kam 2014 auf den Markt. In Europa wird sie nicht mehr angeboten.

#### Technische Daten
| Modell                          | Motorbauart | Hubraum (cm³) | max. Leistung (kW (PS)) | max. Drehmoment (Nm)  | Höchstgeschwindigkeit (km/h) | Getriebe (serienmäßig) | Beschleunigung (0–100 km/h) | Verbrauch kombiniert (l/100 km) | Tankinhalt |
| ------------------------------- | ----------- | ------------- | ----------------------- | --------------------- | ---------------------------- | ---------------------- | --------------------------- | ------------------------------- | ---------- |
| 3.3 GDi (Kasachstan)            | V6          | 3342          | 196 (266) bei 6400/min  | 318 bei 5200/min      | 190 km/h                     | 6–Stufen-Automatik     | 8,6 s                       | 11,1 S                          | 80 l       |
| 3.3 GDi (USA und Australien)    | V6          | 3342          | 206 (280) bei 6000/min  | 336 bei 5200/min      | 190 km/h                     | 6–Stufen-Automatik     | —                           | 11,6 S (271 g/km)               | 80 l       |
| 2.2 CRDi (Australien und Korea) | R4          | 2199          | 147 (200) bei 3800/min  | 440 bei 1750–2750/min | 190 km/h                     | 6–Stufen-Automatik     | 13,6 s                      | 7,7–8,0 D (199–208 g/km)        | 80 l       |

### Carnival (seit 2020, außerhalb von Europa)
Eine neue Generation der Baureihe führte Kia zunächst im dritten Quartal 2020 in Südkorea ein. Weitere Märkte wie Nordamerika oder Russland folgten 2021. In den USA wird der Van fortan auch als Carnival vermarktet. In Mitteleuropa wird das Fahrzeug erneut nicht mehr angeboten. Eine überarbeitete Version debütierte im Oktober 2023.

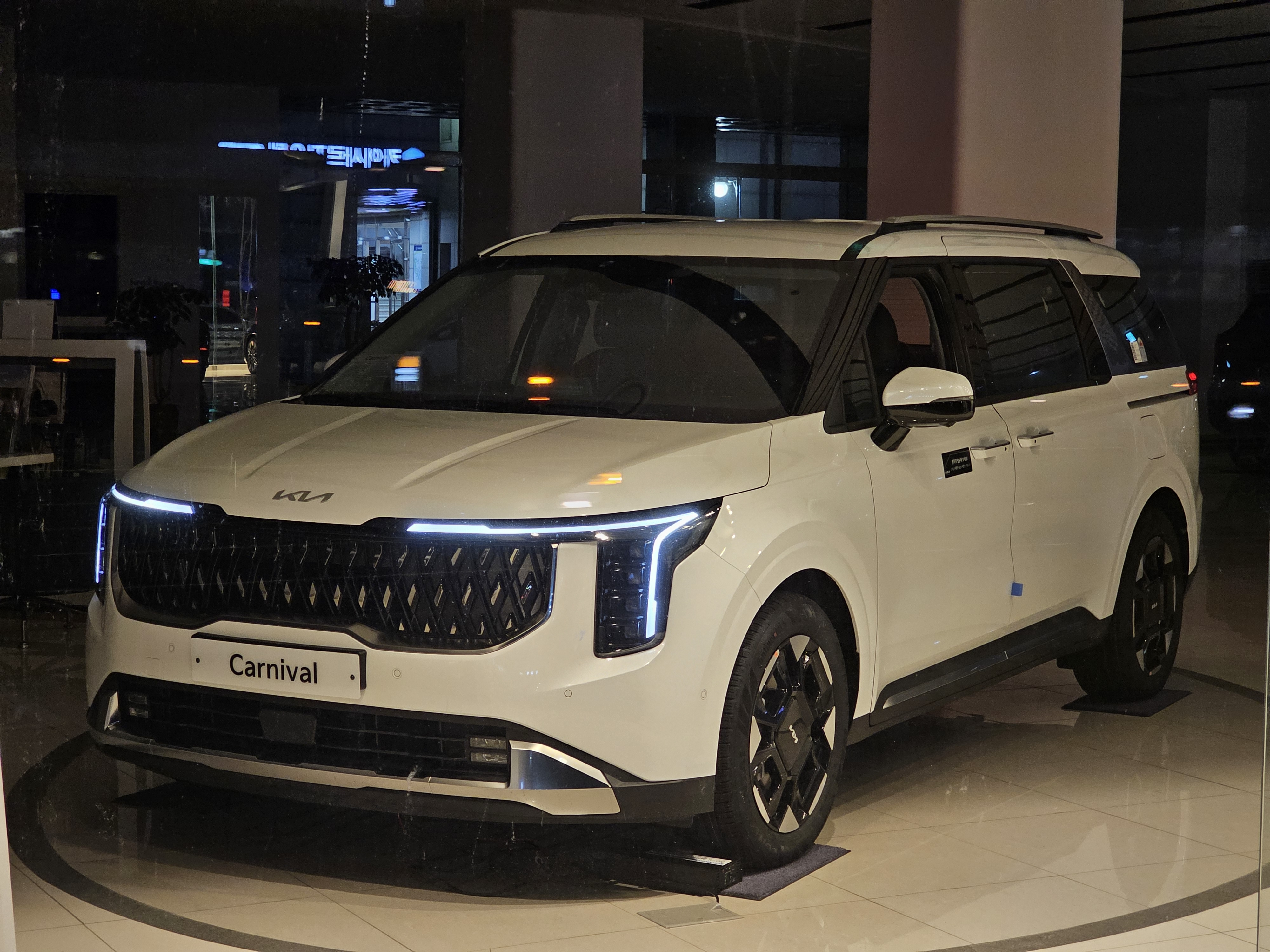
Kia Carnival (seit 2023)
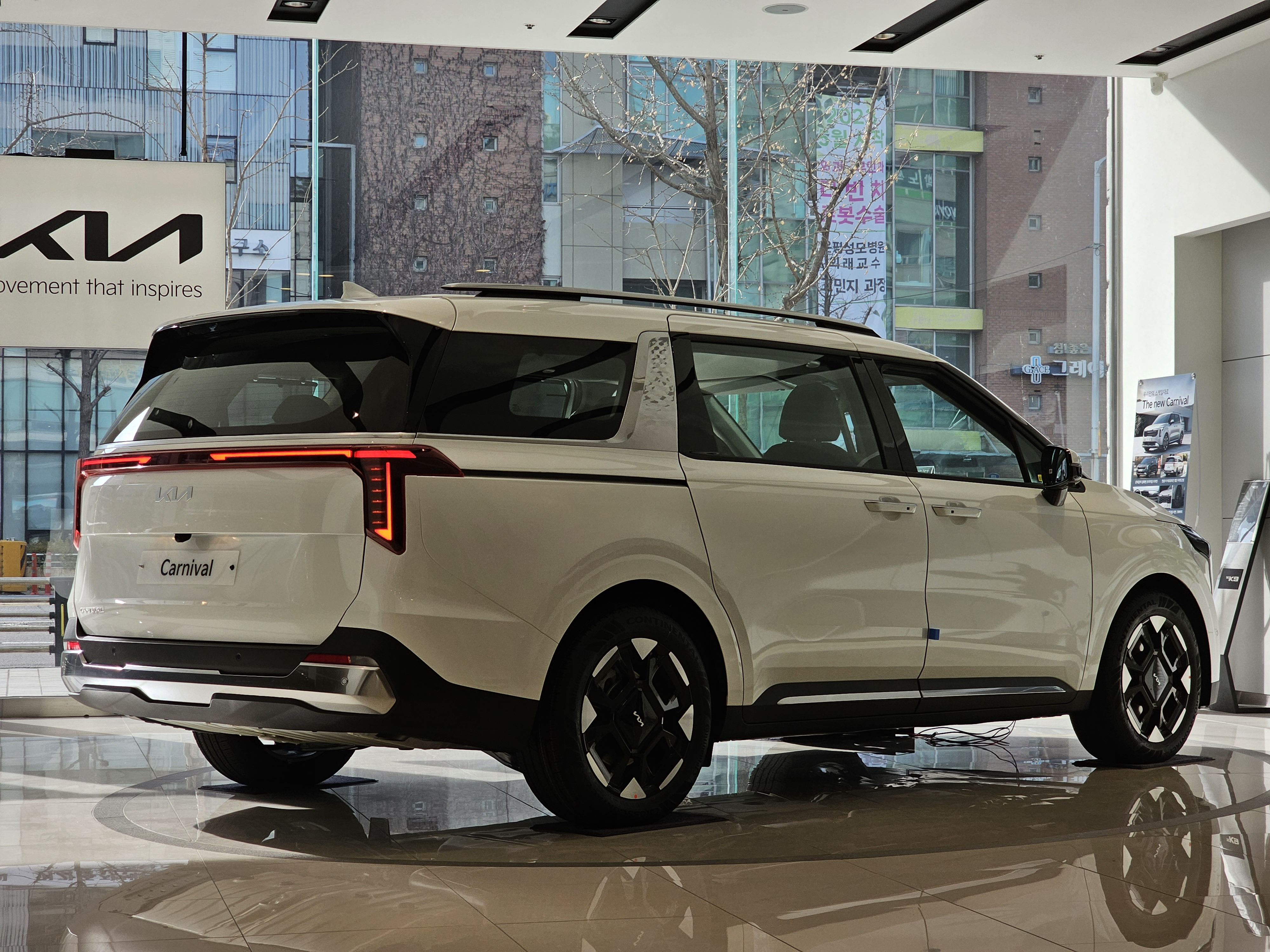
Heckansicht
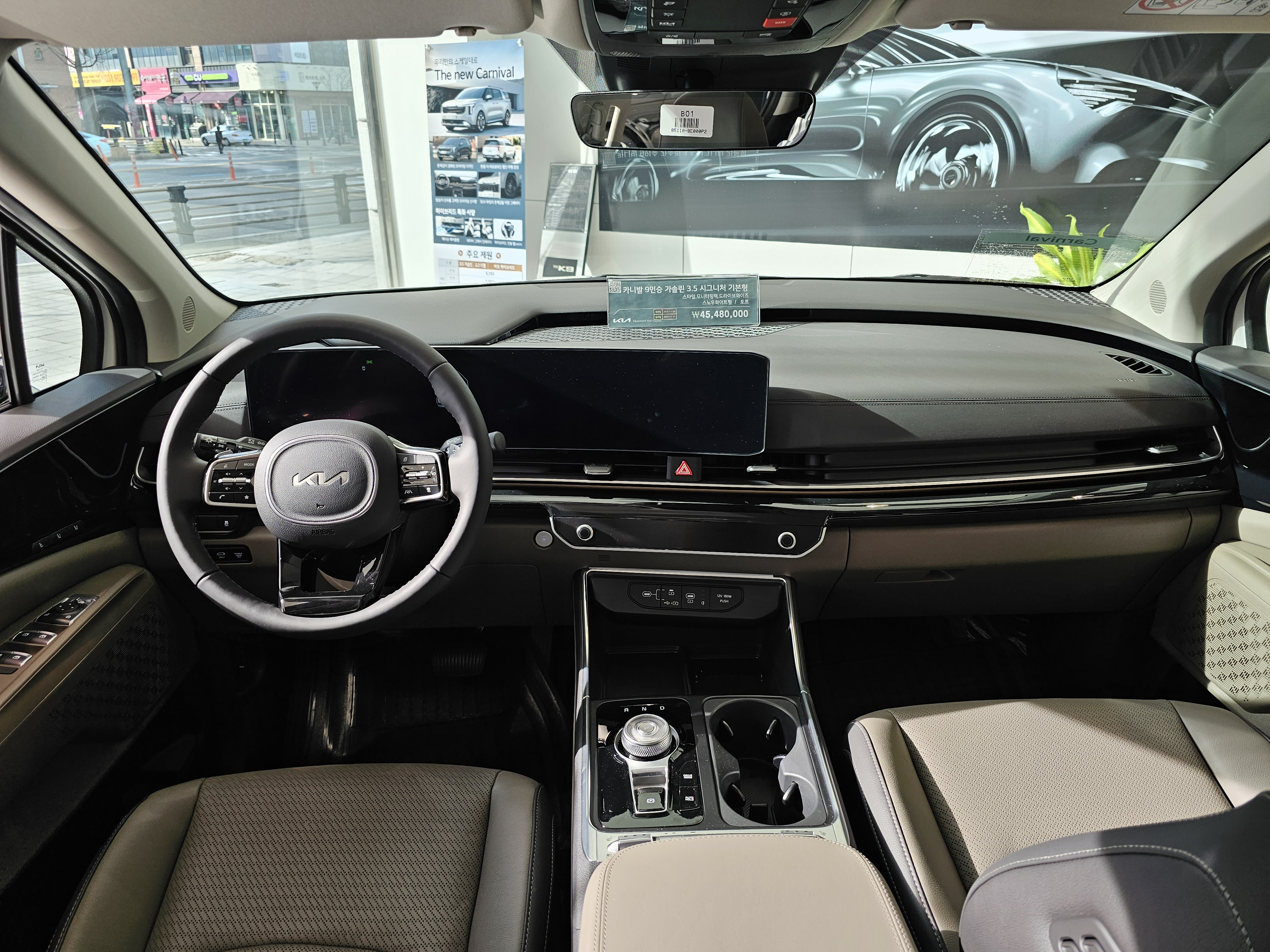
Innenraum

|                                             | 3.5 V6                     | 3.5 V6                     | 2.2 CRDi                   | 2.2 CRDi                   | 1.6 Hybrid                  |
| Markt                                       | Russland                   | Südkorea, Nordamerika      | Russland                   | Südkorea                   | Südkorea, Nordamerika       |
| Bauzeitraum                                 | seit 03/2021               | seit 08/2020               | seit 03/2021               | seit 08/2020               | seit 10/2023                |
| Motorkenndaten                              |                            |                            |                            |                            |                             |
| Motortyp                                    | V6-Ottomotor               | V6-Ottomotor               | R4-Dieselmotor             | R4-Dieselmotor             | R4-Ottomotor + Elektromotor |
| Hubraum                                     | 3470 cm³                   | 3470 cm³                   | 2151 cm³                   | 2151 cm³                   | 1598 cm³                    |
| max. Leistung bei min−1                     | 183 kW (249 PS) / 6400     | 216 kW (294 PS) / 6400     | 146 kW (199 PS) / 3800     | 149 kW (202 PS) / 3800     | 180 kW (245 PS) / 5500      |
| max. Drehmoment bei min−1                   | 332 Nm / 5000              | 355 Nm / 5000              | 440 Nm / 1750–2750         | 441 Nm / 1750–2750         | 367 Nm / 1500–4500          |
| Kraftübertragung                            |                            |                            |                            |                            |                             |
| Antrieb                                     | Vorderradantrieb           | Vorderradantrieb           | Vorderradantrieb           | Vorderradantrieb           | Vorderradantrieb            |
| Getriebe                                    | 8-Stufen-Automatikgetriebe | 8-Stufen-Automatikgetriebe | 8-Stufen-Automatikgetriebe | 8-Stufen-Automatikgetriebe | 6-Stufen-Automatikgetriebe  |
| Messwerte                                   |                            |                            |                            |                            |                             |
| Höchstgeschwindigkeit                       | 190 km/h                   | 190 km/h                   | 190 km/h                   | 190 km/h                   | 190 km/h                    |
| Beschleunigung, 0–100 km/h                  | 8,5 s                      | 7,0 s                      | 10,7 s                     | k. A.                      | 9,3 s                       |
| Kraftstoffverbrauch auf 100 km (kombiniert) | 10,3 l Super               | 11,0–11,2 l Super          | 6,5 l Diesel               | 7,6–8,1 l Diesel           | 7,1–7,4 l Super             |
| Tankinhalt                                  | 72 l                       | 72 l                       | 72 l                       | 72 l                       | 72 l                        |

## Zulassungszahlen
Zwischen 1999 und 2011 sind in der Bundesrepublik Deutschland insgesamt 38.636 Einheiten des Kia Carnival neu zugelassen worden. Mit 5.940 Einheiten war 2003 das erfolgreichste Verkaufsjahr.
|  |

|  |

|  |

|  |

|  |

|  |

|  |

|  |

|  |

|  |

|  |

|  |

|  |

|  |

|  |

|  |

|  |

|  |

|  |

|  |

|  |

|  |

|  |

|  |

|  |

|  |

|  |

|  |

|  |

|  |

|  |

|  |

|  |

|  |

|  |

|  |

|  |

|  |

|  |

|  |

|  |

|  |

|  |

|  |

|  |

|  |

|  |

|  |

|  |

|  |

|  |

|  |

|  |

|  |

|  |

|  |

|  |

|  |

|  |

|  |

|  |

|  |

|  |

|  |

|  |

|  |

|  |

|  |

|  |

|  |

|  |

|  |

|  |

|  |

|  |

|  |

|  |

|  |

|  |

|  |

|  |

|  |

|  |

|  |

|  |

|  |

|  |

|  |

|  |

|  |

|  |

|  |

|  |

|  |

|  |

|  |

|  |

|  |

|  |

|  |

|  |

|  |

|  |

|  |

|  |

|  |

|  |

|  |

|  |

|  |

|  |

|  |

|  |

|  |

|  |

|  |

|  |

|  |

|  |

|  |

|  |

|  |

|  |

|  |

|  |

|  |

|  |

|  |

|  |

|  |

|  |

|  |

|  |

|  |

|  |

|  |

|  |

|  |

|  |

|  |

|  |

|  |

|  |

|  |

|  |

|  |

|  |

|  |

|  |

|  |

|  |

|  |

|  |

|  |

|  |

|  |

|  |

|  |

|  |

|  |

|  |

|  |

|  |

|  |

|  |

|  |

|  |

|  |

|  |

|  |

|  |

|  |

|  |

|  |

|  |

|  |

|  |

|  |

|  |

|  |

|  |

|  |

|  |

|  |

|  |

|  |

|  |

|  |

|  |

|  |

|  |

|  |

|  |

|  |

|  |

|  |

|  |

|  |

|  |

|  |

|  |

|  |

|  |

|  |

|  |

|  |

|  |

|  |

|  | Kia Carnival (38.636) |

|  | Kia Carnival (38.636) |